# Loi sur les espèces en péril (Canada)
La Loi sur les espèces en péril est une loi fédérale canadienne visant à « prévenir la disparition des espèces sauvages et veiller à ce que les mesures nécessaires à leur rétablissement soient prises ». 
Adoptée par le Parlement canadien en 2002, elle n'est pas à confondre avec les autres lois régionales sur les espèces en péril sur le sujet.

## Contexte
La LEP constitue l'une des trois parties de la stratégie fédérale pour la protection des espèces sauvages en péril. Cette stratégie comporte également les engagements pris en application de l'Accord pour la protection des espèces en péril et les activités réalisées dans le cadre du Programme d’intendance de l’habitat pour les espèces en péril.

## Lignes directrices
La Loi sur les espèces en péril est composée d'une série de politiques permettant de planifier son application sur les espèces identifiées :
- Évaluation
- Protection
- Planification du rétablissement
- Mise en œuvre
- Surveillance et évaluation